# 알렉산드르 데스파티에

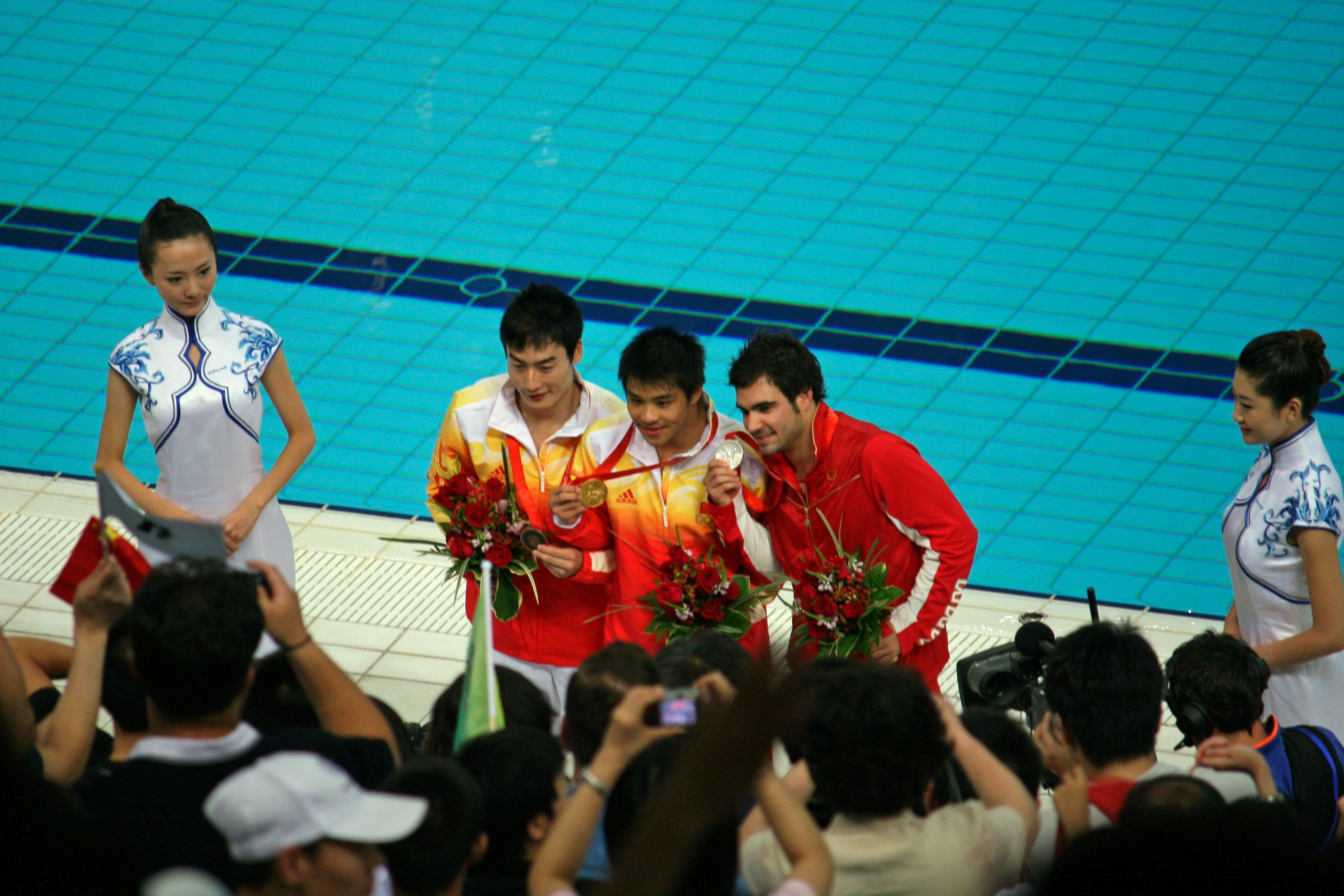

알렉산드르 데스파티에(Alexandre Despatie, 1985년 6월 8일 ~ )는 캐나다의 다이빙 선수, 배우, 잠수부, 영화배우이다.
몬트리올에서 태어났다.

## 영화
- 테이킹 더 플런지 (2007년)
- 보스 마르쿠스, 파티! (2007년)

## 같이 보기
- 다이빙